# Arctosa indica
Arctosa indica Tikader & Malhotra, 1980 è un ragno appartenente alla famiglia Lycosidae.

## Etimologia
Il nome proprio della specie deriva dalla nazione di rinvenimento originario degli esemplari, l'India.

## Caratteristiche
Il prosoma è più lungo che largo, glabro, leggermente elevato nella pars cephalica. Somiglia ad A. himalayensis Tikader & Malhotra, 1980, ma ne differisce per due peculiarità: 
1. epigino di struttura differente.
2. la parte ventrale dei femori di tutte le zampe è provvista nel mezzo di un'ampia banda trasversale di colore bruno-verdastro, nella parte mediana e nell'estremità distale. La parte ventrale delle zampe di A. himalayensis non ha bande di sorta[1].

Le femmine hanno il bodylenght (prosoma + opistosoma) di 8,40 millimetri (4,5 + 3,9).

## Distribuzione
La specie è stata reperita in Cina e nell'India centrale: la località tipo è Shivaji Nagar, nel distretto di Chandrapur, nello stato di Maharashtra.

## Tassonomia
Da vari autori alternativamente la specie è stata indicata come A. indicus o A. indica. La denominazione originaria dei descrittori è Arctosa indicus in quanto considerarono Arctosa di genere maschile, mentre è di genere femminile e quindi la concordanza col nome proprio della specie va fatta al femminile.
Al 2017 non sono note sottospecie e dal 2012 non sono stati esaminati nuovi esemplari.